# Turkiet i olympiska sommarspelen 1984
Turkiet deltog med 46 deltagare vid de olympiska sommarspelen 1984 i Los Angeles. Totalt vann de tre bronsmedaljer.

## Medaljer

### Brons
- Eyüp Can - Boxning, flugvikt.
- Türgüt Aykaç - Boxning, fjädervikt.
- Ayhan Taşkin - Brottning, fristil, supertungvikt.

## Boxning
Lätt flugvikt
- Mustafa Genç
  - Första omgången — Förlorade mot Carlos Motta (GUA), 0:5

Bantamvikt
- Çemal Öner
  - Första omgången — Bye
  - Andra omgången — Besegrade Bararq Bahtobe (CIV), 4-1
  - Tredje omgången — Förlorade mot Pedro Decima (ARG), 1-4

## Bågskytte
Herrarnas individuella
- Kemal Erer — 2386 poäng (→ 40:e plats)
- Izzet Avçi — 2361 poäng (→ 45:e plats)

## Friidrott
Herrar
| Idrottare       | Gren                 | Heat     | Heat      | Kvartsfinal      | Kvartsfinal      | Semifinal        | Semifinal        | Final            | Final            |
| Idrottare       | Gren                 | Resultat | Placering | Resultat         | Placering        | Resultat         | Placering        | Resultat         | Placering        |
| --------------- | -------------------- | -------- | --------- | ---------------- | ---------------- | ---------------- | ---------------- | ---------------- | ---------------- |
| Necdet Ayaz     | Damernas 5 000 meter | 14:36,89 | 11        | Gick inte vidare | Gick inte vidare | Gick inte vidare | Gick inte vidare | Gick inte vidare | Gick inte vidare |
| Mehmet Terzi    | Damernas maraton     | i.u.     | i.u.      | i.u.             | i.u.             | i.u.             | i.u.             | 2:14:20          | 16               |
| Ahmet Altun     | Damernas maraton     | i.u.     | i.u.      | i.u.             | i.u.             | i.u.             | i.u.             | DNF              | i.u.             |
| Mehmet Yurdadön | Damernas maraton     | i.u.     | i.u.      | i.u.             | i.u.             | i.u.             | i.u.             | DNF              | i.u.             |

Damer
| Idrottare  | Gren               | Heat     | Heat      | Kvartsfinal      | Kvartsfinal      | Semifinal        | Semifinal        | Final            | Final            |
| Idrottare  | Gren               | Resultat | Placering | Resultat         | Placering        | Resultat         | Placering        | Resultat         | Placering        |
| ---------- | ------------------ | -------- | --------- | ---------------- | ---------------- | ---------------- | ---------------- | ---------------- | ---------------- |
| Semra Aksu | Damernas 100 meter | 11,86s   | 6         | Gick inte vidare | Gick inte vidare | Gick inte vidare | Gick inte vidare | Gick inte vidare | Gick inte vidare |

## Fäktning
Herrarnas florett
- Haluk Yamaç

Herrarnas värja
- Ali Murat Dizioğlu